# Arbitres du Championnat d'Europe de football
Voici la liste des arbitres ayant été appelés pour arbitrer lors d'un Championnat d'Europe de football.

## Euro 1960
| Nat.             | Arbitres        | Nbr. | O. | F. |
| ---------------- | --------------- | ---- | -- | -- |
|                  | Arthur Ellis    | 1    | ❌ | ✔️ |
|                  | Gaston Grandain | 1    | ✔️ | ❌ |
|                  | Cesare Jonni    | 2    | ❌ | ❌ |
| Total : 4 matchs |                 |      |    |    |

## Euro 1964
| Nat.             | Arbitres          | Nbr. | O. | F. |
| ---------------- | ----------------- | ---- | -- | -- |
|                  | Antoine Blavier   | 1    | ✔️ | ❌ |
|                  | Arthur Holland    | 1    | ❌ | ✔️ |
|                  | Concetto Lo Bello | 1    | ❌ | ❌ |
|                  | Daniel Mellet     | 1    | ❌ | ❌ |
| Total : 4 matchs |                   |      |    |    |

## Euro 1968
| Nat.                              | Arbitres                     | Nbr. | O. | F. |
| --------------------------------- | ---------------------------- | ---- | -- | -- |
|                                   | Gottfried Dienst             | 1    | ❌ | ✔️ |
|                                   | José María Ortiz de Mendíbil | 2    | ❌ | ✔️ |
|                                   | Kurt Tschenscher             | 1    | ✔️ | ❌ |
|                                   | István Zsolt                 | 1    | ❌ | ❌ |
| Total : 5 matchs (finale rejouée) |                              |      |    |    |

## Euro 1972
| Nat.             | Arbitres              | Nbr. | O. | F. |
| ---------------- | --------------------- | ---- | -- | -- |
|                  | Johan Einar Boström   | 1    | ❌ | ❌ |
|                  | Rudi Glöckner         | 1    | ✔️ | ❌ |
|                  | Ferdinand Marschall   | 1    | ❌ | ✔️ |
|                  | William Joseph Mullan | 1    | ❌ | ❌ |
| Total : 4 matchs |                       |      |    |    |

## Euro 1976
| Nat.             | Arbitres            | Nbr. | O. | F. |
| ---------------- | ------------------- | ---- | -- | -- |
|                  | Alfred Delcourt     | 1    | ❌ | ❌ |
|                  | Sergio Gonella      | 1    | ❌ | ✔️ |
|                  | Walter Hungerbühler | 1    | ❌ | ❌ |
|                  | Clive Thomas        | 1    | ✔️ | ❌ |
| Total : 4 matchs |                     |      |    |    |

## Euro 1980
| Nat.              | Arbitres                      | Nbr. | O. | F. |
| ----------------- | ----------------------------- | ---- | -- | -- |
|                   | Heinz Aldinger                | 1    | ❌ | ❌ |
|                   | Charles Corver                | 1    | ❌ | ❌ |
|                   | António José da Silva Garrido | 1    | ❌ | ❌ |
|                   | Erich Linemayr                | 2    | ❌ | ❌ |
|                   | Brian McGinlay                | 1    | ❌ | ❌ |
|                   | Alberto Michelotti            | 1    | ✔️ | ❌ |
|                   | Hilmi Ok                      | 1    | ❌ | ❌ |
|                   | Károly Palotai                | 1    | ❌ | ❌ |
|                   | Patrick Partridge             | 1    | ❌ | ❌ |
|                   | Adolf Prokop                  | 1    | ❌ | ❌ |
|                   | Nicolae Rainea                | 2    | ❌ | ✔️ |
|                   | Robert Wurtz                  | 1    | ❌ | ❌ |
| Total : 14 matchs |                               |      |    |    |

## Euro 1984
| Nat.              | Arbitres              | Nbr. | O. | F. |
| ----------------- | --------------------- | ---- | -- | -- |
|                   | Paolo Bergamo         | 1    | ❌ | ❌ |
|                   | Augusto Lamo Castillo | 1    | ❌ | ❌ |
|                   | Vojtěch Christov      | 2    | ❌ | ✔️ |
|                   | George Courtney       | 1    | ❌ | ❌ |
|                   | André Daina           | 1    | ❌ | ❌ |
|                   | Heinz Fahnler         | 1    | ❌ | ❌ |
|                   | Jan Keizer            | 1    | ❌ | ❌ |
|                   | Alexis Ponnet         | 1    | ❌ | ❌ |
|                   | Adolf Prokop          | 1    | ❌ | ❌ |
|                   | Volker Roth           | 1    | ✔️ | ❌ |
|                   | Bob Valentine         | 1    | ❌ | ❌ |
|                   | Michel Vautrot        | 1    | ❌ | ❌ |
|                   | Romualdas Yushka      | 1    | ❌ | ❌ |
| Total : 15 matchs |                       |      |    |    |

## Euro 1988
| Nat.              | Arbitres               | Nbr. | O. | F. |
| ----------------- | ---------------------- | ---- | -- | -- |
|                   | Emilio Soriano Aladrén | 1    | ❌ | ❌ |
|                   | Horst Brummeier        | 1    | ❌ | ❌ |
|                   | Paolo Casarin          | 1    | ❌ | ❌ |
|                   | José Rosa dos Santos   | 1    | ❌ | ❌ |
|                   | Erik Fredriksson       | 1    | ❌ | ❌ |
|                   | Bruno Galler           | 1    | ❌ | ❌ |
|                   | Keith Hackett          | 1    | ✔️ | ❌ |
|                   | Siegfried Kirschen     | 1    | ❌ | ❌ |
|                   | Ioan Igna              | 1    | ❌ | ❌ |
|                   | Dieter Pauly           | 1    | ❌ | ❌ |
|                   | Alexis Ponnet          | 1    | ❌ | ❌ |
|                   | Bep Thomas             | 1    | ❌ | ❌ |
|                   | Bob Valentine          | 1    | ❌ | ❌ |
|                   | Michel Vautrot         | 2    | ❌ | ✔️ |
| Total : 15 matchs |                        |      |    |    |

## Euro 1992
| Nat.              | Arbitres               | Nbr. | O. | F. |
| ----------------- | ---------------------- | ---- | -- | -- |
|                   | Emilio Soriano Aladrén | 1    | ❌ | ❌ |
|                   | Gérard Biguet          | 1    | ❌ | ❌ |
|                   | John Blankenstein      | 1    | ❌ | ❌ |
|                   | José Rosa dos Santos   | 1    | ❌ | ❌ |
|                   | Hubert Forstinger      | 1    | ❌ | ❌ |
|                   | Bruno Galler           | 1    | ❌ | ✔️ |
|                   | Guy Goethals           | 1    | ❌ | ❌ |
|                   | Bo Karlsson            | 1    | ❌ | ❌ |
|                   | Tullio Lanese          | 1    | ❌ | ❌ |
|                   | Peter Mikkelsen        | 1    | ❌ | ❌ |
|                   | Pierluigi Pairetto     | 1    | ❌ | ❌ |
|                   | Sándor Puhl            | 1    | ❌ | ❌ |
|                   | Kurt Röthlisberger     | 1    | ❌ | ❌ |
|                   | Aron Schmidhuber       | 1    | ❌ | ❌ |
|                   | Alexey Spirin          | 1    | ✔️ | ❌ |
| Total : 15 matchs |                        |      |    |    |

## Euro 1996
| Nat. | Arbitres         | Nbr. | O. | F. |                   | Nat.                | Arbitres          | Nbr.              | O.                | F.                |
| ---- | ---------------- | ---- | -- | -- | ----------------- | ------------------- | ----------------- | ----------------- | ----------------- | ----------------- |
|      | Marc Batta       | 2    | ❌ | ❌ |                   | Peter Mikkelsen     | 1                 | ❌                | ❌                |                   |
|      | Ahmet Çakar      | 1    | ❌ | ❌ |                   | Leslie Mottram      | 2                 | ❌                | ❌                |                   |
|      | Piero Ceccarini  | 1    | ❌ | ❌ |                   | Serge Muhmenthaler  | 1                 | ❌                | ❌                |                   |
|      | Paul Durkin      | 0,5  | ❌ | ❌ |                   | Kim Milton Nielsen  | 1                 | ❌                | ❌                |                   |
|      | David Elleray    | 1    | ❌ | ❌ |                   | Antonio López Nieto | 2                 | ❌                | ❌                |                   |
|      | Anders Frisk     | 1    | ❌ | ❌ |                   | Pierluigi Pairetto  | 2                 | ❌                | ✔️                |                   |
|      | Dermot Gallagher | 0,5  | ❌ | ❌ |                   | Sándor Puhl         | 2                 | ❌                | ❌                |                   |
|      | Guy Goethals     | 1    | ❌ | ❌ |                   | Leif Sundell        | 2                 | ❌                | ❌                |                   |
|      | Gerd Grabher     | 1    | ❌ | ❌ |                   | Atanas Uzunov       | 1                 | ❌                | ❌                |                   |
|      | Bernd Heynemann  | 1    | ❌ | ❌ |                   | Mario van der Ende  | 1                 | ❌                | ❌                |                   |
|      | Václav Krondl    | 1    | ❌ | ❌ |                   | Manuel Díaz Vega    | 1                 | ✔️                | ❌                |                   |
|      | Hellmut Krug     | 2    | ❌ | ❌ |                   | Vadim Zhuk          | 1                 | ❌                | ❌                |                   |
|      | Nikolai Levnikov | 1    | ❌ | ❌ | Total : 31 matchs | Total : 31 matchs   | Total : 31 matchs | Total : 31 matchs | Total : 31 matchs | Total : 31 matchs |

## Euro 2000
| Nat.              | Arbitres                   | Nbr. | O. | F. |
| ----------------- | -------------------------- | ---- | -- | -- |
|                   | 000 José Garcia Aranda 000 | 2    | ❌ | ❌ |
|                   | 000 Günter Benkö 000       | 2    | ❌ | ❌ |
|                   | 000 Pierluigi Collina 000  | 3    | ❌ | ❌ |
|                   | 000 Hugh Dallas 000        | 2    | ❌ | ❌ |
|                   | 000 Anders Frisk 000       | 3    | ❌ | ✔️ |
|                   | 000 Gamal Al-Ghandour 000  | 2    | ❌ | ❌ |
|                   | 000 Dick Jol 000           | 3    | ❌ | ❌ |
|                   | 000 Urs Meier 000          | 2    | ❌ | ❌ |
|                   | 000 Markus Merk 000        | 3    | ❌ | ❌ |
|                   | 000 Kim Milton Nielsen 000 | 2    | ✔️ | ❌ |
|                   | 000 Vítor Melo Pereira 000 | 3    | ❌ | ❌ |
|                   | 000 Graham Poll 000        | 2    | ❌ | ❌ |
|                   | 000 Gilles Veissière 000   | 2    | ❌ | ❌ |
| Total : 31 matchs |                            |      |    |    |

## Euro 2004
| Nat.              | Arbitres               | Nbr. | O. | F. |
| ----------------- | ---------------------- | ---- | -- | -- |
|                   | Lucílio Baptista       | 2    | ❌ | ❌ |
|                   | Pierluigi Collina      | 3    | ✔️ | ❌ |
|                   | Anders Frisk           | 4    | ❌ | ❌ |
|                   | Terje Hauge            | 2    | ❌ | ❌ |
|                   | Valentin Ivanov        | 3    | ❌ | ❌ |
|                   | Urs Meier              | 3    | ❌ | ❌ |
|                   | Manuel Mejuto González | 2    | ❌ | ❌ |
|                   | Markus Merk            | 3    | ❌ | ✔️ |
|                   | Ľuboš Micheľ           | 3    | ❌ | ❌ |
|                   | Kim Milton Nielsen     | 2    | ❌ | ❌ |
|                   | Mike Riley             | 2    | ❌ | ❌ |
|                   | Gilles Veissière       | 2    | ❌ | ❌ |
| Total : 31 matchs |                        |      |    |    |

## Euro 2008
| Nat.              | Arbitres               | Nbr. | O. | F. |
| ----------------- | ---------------------- | ---- | -- | -- |
|                   | Massimo Busacca        | 3    | ❌ | ❌ |
|                   | Frank De Bleeckere     | 3    | ❌ | ❌ |
|                   | Herbert Fandel         | 3    | ❌ | ❌ |
|                   | Peter Fröjdfeldt       | 3    | ❌ | ❌ |
|                   | Manuel Mejuto Gonzalez | 2    | ❌ | ❌ |
|                   | Ľuboš Micheľ           | 3    | ❌ | ❌ |
|                   | Tom Henning Øvrebø     | 2    | ❌ | ❌ |
|                   | Konrad Plautz          | 2    | ❌ | ❌ |
|                   | Roberto Rosetti        | 4    | ✔️ | ✔️ |
|                   | Kýros Vassáras         | 2    | ❌ | ❌ |
|                   | Pieter Vink            | 2    | ❌ | ❌ |
|                   | Howard Webb            | 2    | ❌ | ❌ |
| Total : 31 matchs |                        |      |    |    |

## Euro 2012
| Nat.              | Arbitres                | Nbr. | O. | F. |
| ----------------- | ----------------------- | ---- | -- | -- |
|                   | Cüneyt Çakır            | 3    | ❌ | ❌ |
|                   | Jonas Eriksson          | 2    | ❌ | ❌ |
|                   | Viktor Kassai           | 2    | ❌ | ❌ |
|                   | Bjorn Kuipers           | 2    | ❌ | ❌ |
|                   | Stéphane Lannoy         | 3    | ❌ | ❌ |
|                   | Pedro Proença           | 4    | ❌ | ✔️ |
|                   | Nicola Rizzoli          | 3    | ❌ | ❌ |
|                   | Damir Skomina           | 3    | ❌ | ❌ |
|                   | Wolfgang Stark          | 2    | ❌ | ❌ |
|                   | Craig Thomson           | 2    | ❌ | ❌ |
|                   | Carlos Velasco Carballo | 2    | ✔️ | ❌ |
|                   | Howard Webb             | 3    | ❌ | ❌ |
| Total : 31 matchs |                         |      |    |    |

## Euro 2016
| Nat.              | Arbitres                | Nbr. | O. | F. |
| ----------------- | ----------------------- | ---- | -- | -- |
|                   | Martin Atkinson         | 3    | ❌ | ❌ |
|                   | Felix Brych             | 3    | ❌ | ❌ |
|                   | Cüneyt Çakır            | 3    | ❌ | ❌ |
|                   | Mark Clattenburg        | 4    | ❌ | ✔️ |
|                   | William Collum          | 2    | ❌ | ❌ |
|                   | Jonas Eriksson          | 3    | ❌ | ❌ |
|                   | Ovidiu Hațegan          | 2    | ❌ | ❌ |
|                   | Sergueï Karassiov       | 2    | ❌ | ❌ |
|                   | Viktor Kassai           | 3    | ✔️ | ❌ |
|                   | Pavel Královec          | 2    | ❌ | ❌ |
|                   | Björn Kuipers           | 3    | ❌ | ❌ |
|                   | Szymon Marciniak        | 3    | ❌ | ❌ |
|                   | Milorad Mažić           | 3    | ❌ | ❌ |
|                   | Svein Oddvar Moen       | 2    | ❌ | ❌ |
|                   | Nicola Rizzoli          | 4    | ❌ | ❌ |
|                   | Damir Skomina           | 4    | ❌ | ❌ |
|                   | Clément Turpin          | 2    | ❌ | ❌ |
|                   | Carlos Velasco Carballo | 3    | ❌ | ❌ |
| Total : 51 matchs |                         |      |    |    |

## Euro 2020
| Nat.              | Arbitres                | Nbr. | O. | F. |
| ----------------- | ----------------------- | ---- | -- | -- |
|                   | Felix Brych             | 5    | ❌ | ❌ |
|                   | Cüneyt Çakır            | 3    | ❌ | ❌ |
|                   | Carlos del Cerro Grande | 2    | ❌ | ❌ |
|                   | Andreas Ekberg          | 1    | ❌ | ❌ |
|                   | Orel Grinfeeld          | 1    | ❌ | ❌ |
|                   | Ovidiu Hațegan          | 2    | ❌ | ❌ |
|                   | Sergueï Karassiov       | 3    | ❌ | ❌ |
|                   | Istvan Kovács           | 1    | ❌ | ❌ |
|                   | Björn Kuipers           | 4    | ❌ | ✔️ |
|                   | Danny Makkelie          | 4    | ✔️ | ❌ |
|                   | Antonio Mateu Lahoz     | 3    | ❌ | ❌ |
|                   | Michael Oliver          | 3    | ❌ | ❌ |
|                   | Daniele Orsato          | 3    | ❌ | ❌ |
|                   | Fernando Rapallini      | 3    | ❌ | ❌ |
|                   | Daniel Siebert          | 3    | ❌ | ❌ |
|                   | Artur Soares Dias       | 2    | ❌ | ❌ |
|                   | Anthony Taylor          | 3    | ❌ | ❌ |
|                   | Clément Turpin          | 2    | ❌ | ❌ |
|                   | Slavko Vinčić           | 3    | ❌ | ❌ |
| Total : 51 matchs |                         |      |    |    |

|                   | Stuart Attwell                | 4 | ❌ | ❌ |  | Massimiliano Irrati         | 6 | ❌ | ❌ |
|                   | Lee Betts                     | 0 | ❌ | ❌ |  | Christopher Kavanagh        | 3 | ❌ | ❌ |
|                   | Kevin Blom                    | 1 | ✔️ | ❌ |  | François Letexier           | 2 | ❌ | ❌ |
|                   | Jérôme Brisard                | 0 | ❌ | ❌ |  | Juan Martínez Manuera       | 3 | ❌ | ❌ |
|                   | Bastian Dankert               | 8 | ❌ | ✔️ |  | Filippo Meli                | 0 | ❌ | ❌ |
|                   | Marco Di Bello                | 2 | ❌ | ❌ |  | Benjamin Pagès              | 0 | ❌ | ❌ |
|                   | Christian Dingert             | 0 | ❌ | ❌ |  | João Pinheiro               | 2 | ❌ | ❌ |
|                   | Marco fritz                   | 7 | ❌ | ❌ |  | Íñigo Prieto                | 0 | ❌ | ❌ |
|                   | Paweł Gil                     | 2 | ❌ | ❌ |  | José María Sánchez Martínez | 0 | ❌ | ❌ |
|                   | Christian Gittelmann          | 0 | ❌ | ❌ |  | Paolo Valeri                | 0 | ❌ | ❌ |
|                   | Alejandro Hernández Hernández | 5 | ❌ | ❌ |  | Pol van Boekel              | 6 | ❌ | ❌ |
| Total : 51 matchs |                               |   |    |    |  |                             |   |    |    |

## Euro 2024
| Nat.              | Arbitres          | Nbr. | O. | F. |
| ----------------- | ----------------- | ---- | -- | -- |
|                   | Marco Guida       | 0    |    |    |
|                   | István Kovács     | 0    |    |    |
|                   | Ivan Kružliak     | 0    |    |    |
|                   | François Letexier | 0    |    |    |
|                   | Danny Makkelie    | 0    |    |    |
|                   | Jesús Gil Manzano | 0    |    |    |
|                   | Szymon Marciniak  | 0    |    |    |
|                   | Halil Umut Meler  | 0    |    |    |
|                   | Glenn Nyberg      | 0    |    |    |
|                   | Michael Oliver    | 0    |    |    |
|                   | Daniele Orsato    | 0    |    |    |
|                   | Sandro Schärer    | 0    |    |    |
|                   | Daniel Siebert    | 0    |    |    |
|                   | Artur Soares Dias | 0    |    |    |
|                   | Anthony Taylor    | 0    |    |    |
|                   | Facundo Tello     | 0    |    |    |
|                   | Clément Turpin    | 0    |    |    |
|                   | Slavko Vinčić     | 0    |    |    |
|                   | Felix Zwayer      | 0    |    |    |
| Total : 51 matchs |                   |      |    |    |

|                   | Stuart Attwell                | 0 |  |  |  | Massimiliano Irrati   | 0 |  |  |
|                   | Jérôme Brisard                | 0 |  |  |  | Ned Kajtazovic        | 0 |  |  |
|                   | David Coote                   | 0 |  |  |  | Tomasz Kwiatkowski    | 0 |  |  |
|                   | Bastian Dankert               | 0 |  |  |  | Juan Martínez Munuera | 0 |  |  |
|                   | Willy Delajod                 | 0 |  |  |  | Tiago Martins         | 0 |  |  |
|                   | Rob Dieperink                 | 0 |  |  |  | Catalin Popa          | 0 |  |  |
|                   | Christian Dingert             | 0 |  |  |  | Fedayi San            | 0 |  |  |
|                   | Bartosz Frankowski            | 0 |  |  |  | Alper Ulusoy          | 0 |  |  |
|                   | Marco Fritz                   | 0 |  |  |  | Paolo Valeri          | 0 |  |  |
|                   | Alejandro Hernández Hernández | 0 |  |  |  | Pol van Boekel        | 0 |  |  |
| Total : 51 matchs |                               |   |  |  |  |                       |   |  |  |

## Arbitres des finales des Championnats d'Europe
| Édition | Arbitre central                        | Arbitres assistants                  | Arbitre de réserve                            | Arbitre assistant de réserve                            | Arbitre vidéo (VAR)                            | Arbitre assistant vidéo (AVAR)                            |
| ------- | -------------------------------------- | ------------------------------------ | --------------------------------------------- | ------------------------------------------------------- | ---------------------------------------------- | --------------------------------------------------------- |
| 1960    | Arthur Ellis                           | Inconnu                              | Arbitre de réserve à partir de l'édition 1992 | Arbitre assistant de réserve à partir de l'édition 2008 | Arbitre vidéo (VAR) à partir de l'édition 2020 | Arbitre assistant vidéo (AVAR) à partir de l'édition 2020 |
| 1964    | Arthur Holland                         | Inconnu                              | Arbitre de réserve à partir de l'édition 1992 | Arbitre assistant de réserve à partir de l'édition 2008 | Arbitre vidéo (VAR) à partir de l'édition 2020 | Arbitre assistant vidéo (AVAR) à partir de l'édition 2020 |
| 1968    | Gottfried Dienst                       | Inconnu                              | Arbitre de réserve à partir de l'édition 1992 | Arbitre assistant de réserve à partir de l'édition 2008 | Arbitre vidéo (VAR) à partir de l'édition 2020 | Arbitre assistant vidéo (AVAR) à partir de l'édition 2020 |
| 1968    | José María Ortiz de Mendíbil (rejouée) | Inconnu                              | Arbitre de réserve à partir de l'édition 1992 | Arbitre assistant de réserve à partir de l'édition 2008 | Arbitre vidéo (VAR) à partir de l'édition 2020 | Arbitre assistant vidéo (AVAR) à partir de l'édition 2020 |
| 1972    | Ferdinand Marschall                    | Inconnu                              | Arbitre de réserve à partir de l'édition 1992 | Arbitre assistant de réserve à partir de l'édition 2008 | Arbitre vidéo (VAR) à partir de l'édition 2020 | Arbitre assistant vidéo (AVAR) à partir de l'édition 2020 |
| 1976    | Sergio Gonella                         | Inconnu                              | Arbitre de réserve à partir de l'édition 1992 | Arbitre assistant de réserve à partir de l'édition 2008 | Arbitre vidéo (VAR) à partir de l'édition 2020 | Arbitre assistant vidéo (AVAR) à partir de l'édition 2020 |
| 1980    | Nicolae Rainea                         | Inconnu                              | Arbitre de réserve à partir de l'édition 1992 | Arbitre assistant de réserve à partir de l'édition 2008 | Arbitre vidéo (VAR) à partir de l'édition 2020 | Arbitre assistant vidéo (AVAR) à partir de l'édition 2020 |
| 1984    | Vojtěch Christov                       | Inconnu                              | Arbitre de réserve à partir de l'édition 1992 | Arbitre assistant de réserve à partir de l'édition 2008 | Arbitre vidéo (VAR) à partir de l'édition 2020 | Arbitre assistant vidéo (AVAR) à partir de l'édition 2020 |
| 1988    | Michel Vautrot                         | Gérard Biguet Rémi Harrel            | Arbitre de réserve à partir de l'édition 1992 | Arbitre assistant de réserve à partir de l'édition 2008 | Arbitre vidéo (VAR) à partir de l'édition 2020 | Arbitre assistant vidéo (AVAR) à partir de l'édition 2020 |
| 1992    | Bruno Galler                           | Zivanko Popović Paul Wyttenbach      | Kurt Röthlisberger                            | Arbitre assistant de réserve à partir de l'édition 2008 | Arbitre vidéo (VAR) à partir de l'édition 2020 | Arbitre assistant vidéo (AVAR) à partir de l'édition 2020 |
| 1996    | Pierluigi Pairetto                     | Tullio Manfredini Donato Nicoletti   | Marcello Nicchi                               | Arbitre assistant de réserve à partir de l'édition 2008 | Arbitre vidéo (VAR) à partir de l'édition 2020 | Arbitre assistant vidéo (AVAR) à partir de l'édition 2020 |
| 2000    | Anders Frisk                           | Jens Larsen Leif Lindberg            | José Garcia Aranda                            | Arbitre assistant de réserve à partir de l'édition 2008 | Arbitre vidéo (VAR) à partir de l'édition 2020 | Arbitre assistant vidéo (AVAR) à partir de l'édition 2020 |
| 2004    | Markus Merk                            | Jan-Hendrik Salver Christian Schräer | Anders Frisk                                  | Arbitre assistant de réserve à partir de l'édition 2008 | Arbitre vidéo (VAR) à partir de l'édition 2020 | Arbitre assistant vidéo (AVAR) à partir de l'édition 2020 |
| 2008    | Roberto Rosetti                        | Paolo Calcagno Alessandro Griselli   | Peter Fröjdfeldt                              | Stefan Wittberg                                         | Arbitre vidéo (VAR) à partir de l'édition 2020 | Arbitre assistant vidéo (AVAR) à partir de l'édition 2020 |
| 2012    | Pedro Proença                          | Bertino Miranda Ricardo Santos       | Cüneyt Çakır                                  | Bahattin Duran                                          | Arbitre vidéo (VAR) à partir de l'édition 2020 | Arbitre assistant vidéo (AVAR) à partir de l'édition 2020 |
| 2016    | Mark Clattenburg                       | Simon Beck Jake Collin               | Viktor Kassai                                 | György Ring                                             | Arbitre vidéo (VAR) à partir de l'édition 2020 | Arbitre assistant vidéo (AVAR) à partir de l'édition 2020 |
| 2020    | Björn Kuipers                          | Sander van Roekel Erwin Zeinstra     | Carlos del Cerro Grande                       | Juan Carlos Yuste Jiménez                               | Bastian Dankert                                | Marco Fritz Christian Gittelmann Pol van Boekel           |
| 2024    | François Letexier                      | Cyril Mugnier Mehdi Rahmouni         | Szymon Marciniak                              | Tomasz Listkiewicz                                      | Jérôme Brisard                                 | Willy Delajod Massimiliano Irrati                         |
| 2028    |                                        |                                      |                                               |                                                         |                                                |                                                           |
| 2032    |                                        |                                      |                                               |                                                         |                                                |                                                           |